# John Elphinstone, 13. Lord Elphinstone

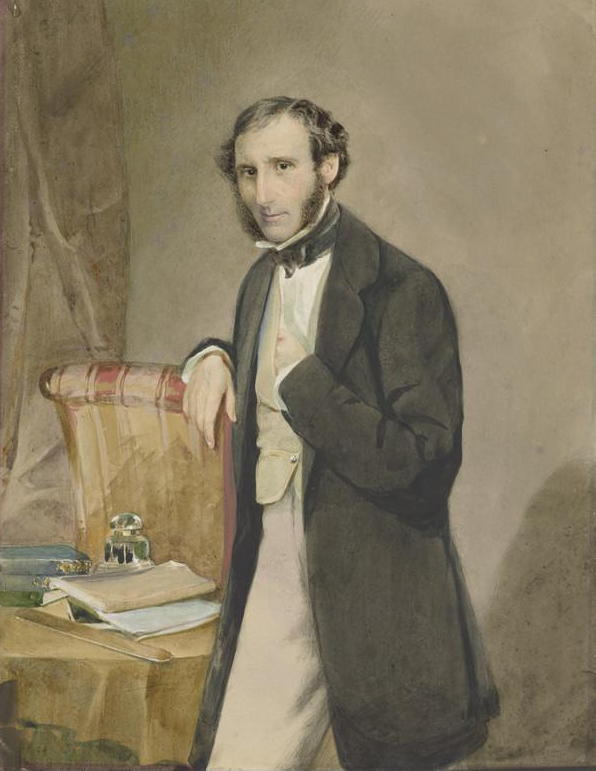
John Elphinstone, 13. Lord Elphinstone (Gemälde eines unbekannten Künstlers)

John Elphinstone, 13. Lord Elphinstone (* 2. oder 3. Juni 1807 in Cumbernauld House, Stirlingshire; † 19. Juli 1860 in London) war ein britischer Peer und Kolonialbeamter in Indien. Er war von 1837 bis 1842 Gouverneur der Präsidentschaft Madras und von 1853 bis 1860 Gouverneur der Präsidentschaft Bombay.

## Biografie
John Elphinstone wurde am 2. oder 3. Juni 1807 (durch einige Biografen wird irrtümlich der 23. Juni angegeben) als einziger Sohn von John Elphinstone, 12. Lord Elphinstone in Cumbernauld House in Schottland geboren. Als er sechs Jahre alt war, starb sein Vater und der Sohn erbte die Peerswürde als 13. Lord Elphinstone. Bis zur Volljährigkeit kümmerte sich sein Großonkel George Elphinstone, 1. Viscount Keith um seine Erziehung. Wie sein Vater und Großvater schlug John Elphinstone eine militärische Laufbahn ein. Er trat 1826 in die British Army ein und erwarb ein Offizierspatent als Cornet der Royal Horse Guards (The Blues). 1828 wurde er zum Lieutenant und 1832 zum Captain befördert. Während eines kurzen Englandaufenthalts des niederländischen Kronprinzen Wilhelm von Oranien-Nassau befreundete sich Elphinstone mit diesem, stand mit ihm mehrere Jahre in intensivem Briefwechsel und nahm regen Anteil an den Wirren, die sich infolge der belgischen Unabhängigkeit 1831 ergaben. Im Zuge der Diskussionen um den Reform Act 1832 begann Elphinstone, sich in der Politik zu engagieren. Er stellte sich zur Wahl als schottischer Representative Peer und war im ersten Anlauf am 3. Juni 1831 in Holyrood zunächst nicht erfolgreich. Später wurde er gewählt und war vom 14. Januar 1833 bis 29. Dezember 1834 sowie später erneut vom 8. September 1847 bis 23. April 1859 als schottischer Peer Mitglied des House of Lords. Im November 1835 wurde er zum Groom of the Chamber ernannt. Dieses Hofamt hatte er nicht lange inne, da er Anfang 1836 zum Gouverneur der Präsidentschaft Madras ernannt wurde. Im selben Jahr wurde er Privy Councillor und wurde zum Knight Grand Cross des Guelphen-Ordens geschlagen. Ende Oktober 1836 begab sich Elphinstone auf die Seereise in Richtung Indien. Nach fünf Jahren Amtszeit als Gouverneur von Madras (6. März 1837 bis 24. September 1842) folgte ihm der Marquess of Tweeddale nach und Elphinstone verließ am 29. September 1842 die Präsidentschaft zunächst Richtung Bangalore und Nilgiri-Berge (Neilgherry Hills), die während seiner Amtszeit als Hill Station ausgebaut worden waren, und reiste später nach England zurück. Dort blieb er nur kurz und kehrte als Privatier wieder nach Indien zurück, wo er verschiedene Gebiete (u. a. Kaschmir und Bengalen) bereiste. Nachdem er wieder nach England zurückgekehrt war, wurde er 1847 Lord-in-Waiting, eine Position, die er bis Februar 1852 und erneut von Januar bis Oktober 1853 innehatte.
Im Oktober 1853 wurde Lord Elphinstone in der Nachfolge des Viscount Falkland zum Gouverneur der Präsidentschaft Bombay ernannt. Schon sein Onkel Mountstuart Elphinstone hatte diesen Posten von 1819 bis 1827 bekleidet. Während des Krimkrieges organisierte Elphinstone als Gouverneur von Bombay eine Militärexpedition in den Persischen Golf gegen das mit Russland verbündete Persien. Die Expedition war ein militärischer Erfolg und führte zur Einnahme von Buschehr, woraufhin Persien um Frieden ersuchte. Kurz nach dem Ende der persischen Expedition brach der Indische Aufstand von 1857 aus. Der Aufstand beschränkte sich weitgehend auf die Präsidentschaft Bengalen, jedoch war auch die Präsidentschaft Bombay von einem Übergreifen der Unruhen bedroht. Gouverneur Elphinstone brachte es zuwege, dass die Unzufriedenheiten, die auch in der Bevölkerung Bombays bestanden, nicht zu einem allgemeinen Aufstand führten. Während Elphinstones Amtszeit wurden große Bauprojekte in Bombay in Angriff genommen. Die resultierenden viktorianisch-gotischen Bauensembles bilden markante Bauten auch im Zentrum des modernen Mumbai. In Anerkennung seines geschickten Agierens während des indischen Aufstandes wurde er zum Knight Grand Cross des Order of the Bath geschlagen und am 21. Mai 1859 zum erblichen Baron Elphinstone, of Elphinstone in the County of Sterling, erhoben. Durch diesen britischen Titel war unmittelbar ein Sitz im House of Lords verbunden. Am Ende seiner Amtszeit als Gouverneur 1860 bat ihn die britische Regierung, weiter im Amt zu bleiben. Jedoch verschlechterte sich Elphinstones Gesundheit und er musste sich einer Kur in den Bergen Indiens unterziehen. Danach schien seine Gesundheit zunächst gebessert. Er reiste nach England und traf am 12. Juni 1860 in London ein. Seinen Plan, eine Kur in verschiedenen deutschen Heilbädern zu unternehmen, konnte er aufgrund seiner sich rapide verschlechternden Gesundheit nicht realisieren. Am 19. Juli 1860 starb er dreiundfünfzigjährig im Beisein seiner Freunde in seiner Londoner Residenz 29 King Street, St. James’s (City of Westminster).
Da Lord Elphinstone lebenslang unverheiratet geblieben war, erlosch mit seinem Tod die kurz zuvor geschaffene britische Peerswürde des Baron Elphinstone. Die schottische Peerswürde eines Lord Elphinstone ging auf seinen Cousin John Elphinstone-Fleming über, der damit der 14. Lord Elphinstone wurde. Dieser starb jedoch 14 Monate später ohne Nachkommen und sein Cousin zweiten Grades William Buller-Fullerton-Elphinstone erbte die Peerwürde.